# جيمي ماكلاين
جيمي ماكلاين (بالإنجليزية: Jimmy McClain)‏ هو لاعب كرة قدم أمريكية أمريكي، ولد في 23 يوليو 1980 في إنتربرايز في الولايات المتحدة.

## وصلات خارجية
- جيمي ماكلاين على موقع مرجع كرة القدم المحترفة.كوم (الإنجليزية)
- جيمي ماكلاين على موقع JustSportsStats.com (الإنجليزية)